# Liste der Abgeordneten zum Burgenländischen Landtag (XI. Gesetzgebungsperiode)
Diese Liste der Abgeordneten zum Burgenländischen Landtag listet alle Mitglieder des Burgenländischen Landtags in der XI. Gesetzgebungsperiode auf. Die Gesetzgebungsperiode wurde am 17. April 1968 mit der Angelobung der Abgeordneten und der Wahl des Präsidiums eröffnet und endete nach 55 Sitzungen am 3. November 1972 mit der Angelobung des Landtags der XII. Gesetzgebungsperiode. Nach der Landtagswahl am 22. März 1968 entfielen 17 von 32 Mandaten auf die Sozialdemokratische Partei Österreichs (SPÖ), 15 Mandate auf die Österreichische Volkspartei (ÖVP).
Dem Präsidium saß als 1. Landtagspräsident der SPÖ-Abgeordnete Karl Krikler vor. Die Funktion des 2. Landtagspräsidenten hatte Johann Erhardt (ÖVP) inne, 3. Landtagspräsident war Emmerich Koller (SPÖ). Die Funktion des Schriftführers übten Matthias Pinter, Rudolf Gradinger (bis 2. Juli 1971) und Günter Widder (ab 5. Juli 1971) aus, Ordner waren Josef Peck, Josef Wiesler (ab 17. Februar 1972) und Johann Schwarz (ab 4. Mai 1972). Am 14. Mai 1968 legten sechs Abgeordnete aus dem Landtag aus und wechselten in die Landesregierung. Sie wurden noch am selben Tag nachbesetzt. Des Weiteren kam es während der Gesetzgebungsperiode zu fünf weiteren Wechseln unter den Landtagsabgeordneten.
| Name                  | Fraktion | Anmerkung |
| --------------------- | -------- | --- |
| Balla Kurt            | ÖVP      | |
| Böhm Georg            | ÖVP      | |
| Böröczky Franz        | SPÖ      | ab 15. Mai 1968 für ein gewähltes Mitglied der Landesregierung, bis 14. Juli 1969                                     |
| Deutsch Johann        | ÖVP      | ab 21. Februar 1972 für Josef Wiesler                                                                                 |
| Erhardt Johann        | ÖVP      | |
| Görcz Adalbert        | ÖVP      | |
| Gossi Alois           | SPÖ      | ab 17. Juni 1970 für Stefan Trenovatz                                                                                 |
| Gradinger Rudolf      | ÖVP      | |
| Grohotolsky Rudolf    | ÖVP      | bis zur Wahl in die Landesregierung am 14. Mai 1968                                                                   |
| Handler Josef         | SPÖ      | |
| Holper Karl           | ÖVP      | ab 15. Mai 1968 für ein gewähltes Mitglied der Landesregierung                                                        |
| Kapaun Heinz          | SPÖ      | |
| Karall Johann         | ÖVP      | ab 15. Mai 1968 für ein gewähltes Mitglied der Landesregierung                                                        |
| Katsich Thomas        | ÖVP      | |
| Kery Theodor          | SPÖ      | bis zur Wahl in die Landesregierung am 14. Mai 1968                                                                   |
| Koller Emmerich       | SPÖ      | |
| Kranich Alfred        | ÖVP      | |
| Krikler Karl          | SPÖ      | |
| Krutzler Hans         | SPÖ      | |
| Marx Franz            | ÖVP      | |
| Medl Josef            | SPÖ      | |
| Moser Rudolf          | SPÖ      | |
| Nikles Julius         | ÖVP      | |
| Parise Ludwig         | SPÖ      | |
| Peck Josef            | SPÖ      | |
| Pinter Matthias       | SPÖ      | |
| Pleyer Hilde          | SPÖ      | ab 14. Juli 1969 für Franz Böröczky                                                                                   |
| Polster Reinhold      | ÖVP      | bis zur Wahl in die Landesregierung am 14. Mai 1968                                                                   |
| Pöpperl Anna          | SPÖ      | |
| Posch Josef           | SPÖ      | ab 15. Mai 1968 für ein gewähltes Mitglied der Landesregierung                                                        |
| Probst Franz          | SPÖ      | |
| Rechnitzer Franz      | ÖVP      | |
| Resch Franz           | SPÖ      | ab 15. Mai 1968 für ein gewähltes Mitglied der Landesregierung                                                        |
| Rochus Ottilie        | ÖVP      | |
| Schwarz Johann        | ÖVP      | ab 21. Februar 1972 für Franz Rechnitzer                                                                              |
| Sinowatz Fred         | SPÖ      | bis zur Wahl in die Landesregierung am 14. Mai 1968                                                                   |
| Tinhof Hans           | ÖVP      | bis zur Wahl in die Landesregierung am 14. Mai 1968, ab 5. Juli 1971 erneut Landtagsabgeordneter für Rudolf Gradinger |
| Trenovatz Stefan      | SPÖ      | |
| Tschögl Franz         | ÖVP      | ab 15. Mai 1968 für ein gewähltes Mitglied der Landesregierung                                                        |
| Vogl Helmuth          | SPÖ      | bis zur Wahl in die Landesregierung am 14. Mai 1968                                                                   |
| Weichselberger Alfred | SPÖ      | |
| Widder Günter         | ÖVP      | ab 11. Mai 1970 für Franz Tschögl                                                                                     |
| Wiesler Josef         | ÖVP      | |